# Monchy-le-Preux
Monchy-le-Preux è un comune francese di 641 abitanti situato nel dipartimento del Passo di Calais nella regione dell'Alta Francia.

## Società

### Evoluzione demografica
Abitanti censiti